# Championnat des Seychelles de football 1994
Navigation
Saison précédente Saison suivante
La saison 1994 de Barclays First Division est la quinzième édition de la première division seychelloise. Les douze meilleures équipes du pays s'affrontent en matchs aller et retour au sein d'une poule unique. 
C'est le tenant du titre, le club de Saint-Louis FC qui a été sacré champion des Seychelles pour la treizième fois de son histoire. Le club termine en tête du classement final du championnat, avec une différence de buts supérieure sur le Red Star FC.
Aucune équipe ne se qualifie pour les compétitions africaines.

## Les équipes participantes
| - Saint-Louis FC - Red Star FC - Sunshine SC - Saint-Michel United - Beau Vallon - Rivière Anglaise | - Bel Air - Rovers - Plaisance - Port Glaud - Glacis - Falcons |

## Classement
Le classement est établi sur le barème de points classique (victoire à 2 points, match nul à 1, défaite à 0).
| Rang | Équipe              | Pts | J  | G  | N | P | Bp  | Bc | Diff |
| ---- | ------------------- | --- | -- | -- | - | - | --- | -- | ---- |
| 1    | Saint-Louis FCT     | 36  | 20 | 16 | 4 | 0 | 95  | 13 | +82  |
| 2    | Red Star FC         | 36  | 20 | 18 | 0 | 2 | 81  | 19 | +62  |
| 3    | Sunshine SC         | 35  | 20 | 16 | 3 | 1 | 109 | 15 | +94  |
| 4    | Saint-Michel United | 33  | 20 | 15 | 3 | 2 | 100 | 15 | +85  |
| 5    | Beau Vallon         | 33  | 20 | 14 | 5 | 1 | 73  | 10 | +63  |
| 6    | Rivière anglaise    | 29  | 20 | 12 | 5 | 3 | 73  | 24 | +49  |
| 7    | Bel Air             | 27  | 20 | 11 | 5 | 4 | 47  | 30 | +17  |
| 8    | Rovers              | 26  | 20 | 12 | 2 | 6 | 46  | 24 | +22  |
| 9    | Plaisance (1)       | 27  | 20 | 10 | 3 | 7 | 43  | 22 | +21  |
| 10   | Port Glaud          | 23  | 20 | 10 | 3 | 7 | 47  | 46 | +1   |
| 11   | Glacis              | 23  | 20 | 10 | 3 | 7 | 33  | 32 | +1   |
| 12   | Falcons             | 23  | 20 | 10 | 3 | 7 | 33  | 33 | 0    |

| Légende : Qualifications et relégations | Légende : Qualifications et relégations                                                         |
| --------------------------------------- | ----------------------------------------------------------------------------------------------- |
|                                         | Champion des Seychelles 1994                                                                    |
|                                         | T : Tenant du titre (P) : Promu de deuxième division (C) : Vainqueur de la Coupe des Seychelles |

(1) : On ne sait pas pourquoi le club de Plaisance est classé 9e alors que le nombre de points le classe 7e.

## Bilan de la saison
| Championnat des Seychelles de football 1994 |                            |
| Champion                                    | Saint-Louis FC (13e titre) |
| Qualifications continentales                |                            |
| Coupe des clubs champions africains 1995    | Aucun                      |
| Coupe des Coupes 1995                       | Aucun                      |
| Promotions et relégations                   |                            |
| Promus en Barclays First Division           | Aucun                      |
| Relégués en Second Division                 | Aucun                      |